# 유럽 고속도로 019호선
유럽 고속도로 019호선(European route E019)은 카자흐스탄 페트로파블과 자파드노예(Zapadnoe) 사이를 연결하는 B클래스급 간선도로로, 총 연장은 270km이다.

## 주요 경유지
- 카자흐스탄
  - 페트로파블
  - 자파드노예